# Convolvulus boissieri subsp. compactus
Sous-espèce
Convolvulus boissieri subsp. compactus est une sous-espèce de plantes dicotylédones de la famille des Convolvulaceae, originaire de l'est du bassin méditerranéen (péninsule des Balkans et Asie Mineure).
Ce sont des plantes herbacées à racines ligneuses, formant des coussinets denses, en dôme hémisphérique, de 20 à 40 cm de diamètre. L'espèce se rencontre dans les pentes de roches calcaires crayeuses, les éboulis, les pinèdes ouvertes et les maquis à Quercus coccifera, entre 200 et 2100 mètres d'altitude.

## Synonymes
Selon BioLib (19 avril 2019) :
- Convolvulus boissieri subsp. compactus (Boiss.) Stace (préféré par BioLib)
- Convolvulus boissieri subsp. parnassicus (Boiss. & Orph.) Kuzmanov
- Convolvulus cochlearis Griseb.
- Convolvulus compactus subsp. parnassicus (Boiss. & Orph.) Sa’ad
- Convolvulus compactus Boiss.
- Convolvulus konyacus Sa’ad
- Convolvulus parnassicus Boiss. & Orph.